# Evlanella
Evlanella is een geslacht van uitgestorven kreeftachtigen uit de klasse van de Ostracoda (mosselkreeftjes).

## Soorten
- Evlanella absimilis Shevtsov, 1964 †
- Evlanella advena Abushik & Trandafilova, 1977 †
- Evlanella amabilis Rozhdestvenskaya, 1962 †
- Evlanella bella Polenova, 1974 †
- Evlanella caduca Zbikowska, 1983 †
- Evlanella circellata Wang & Shi, 1982 †
- Evlanella costata Wang (S.), 1983 †
- Evlanella crassa (Egorova, 1956) Egorova, 1962 †
- Evlanella devonica Schischkinskaja, 1964 †
- Evlanella dorothea Stoltidis, 1971 †
- Evlanella egorovi Krandijevsky, 1963 †
- Evlanella fibulaeformis (Rozhdestvenskaya, 1959) Coen, 1985 †
- Evlanella fossa Becker & Sanchez De Posada, 1977 †
- Evlanella fregis Polenova, 1955 †
- Evlanella germanica Becker, 1964 †
- Evlanella gurevitschae Tschigova, 1977 †
- Evlanella humiliformis (Guerich, 1896) Malec, 1990 †
- Evlanella incognita Egorov, 1950 †
- Evlanella intertexta Polenova, 1974 †
- Evlanella joussardensis McGill, 1966 †
- Evlanella kielcensis Malec, 1990 †
- Evlanella lessensis Casier, 1991 †
- Evlanella ljaschenkoi Egorov, 1950 †
- Evlanella media Zaspelova, 1959 †
- Evlanella minuta Rozhdestvenskaya, 1960 †
- Evlanella mirabilis Adamczak, 1968 †
- Evlanella mitis Adamczak, 1968 †
- Evlanella mugodzharica Janbulatova, 1987 †
- Evlanella narovlensis Demidenko, 1976 †
- Evlanella pendula Zaspelova, 1959 †
- Evlanella posneri Schischkinskaja, 1959 †
- Evlanella radiata (Egorova, 1956) Egorova, 1962 †
- Evlanella rara Rozhdestvenskaya, 1972 †
- Evlanella retchitsensis Demidenko, 1976 †
- Evlanella rhenana (Kummerow, 1953) Becker, 1965 †
- Evlanella rubeli Krandijevsky, 1963 †
- Evlanella salebrosa Abushik, 1971 †
- Evlanella sculptilis Zaspelova, 1959 †
- Evlanella singularis Zenkova, 1988 †
- Evlanella sokolovi Tschigova, 1977 †
- Evlanella subalveolata Polenova, 1952 †
- Evlanella tersa Tschigova & Kotschetkova, 1987 †
- Evlanella ventrolobata Shi & Wang, 1987 †